# Chrysóstomos Michailídis
Pour les articles homonymes, voir Michaïlídis.
Chrysóstomos Michailídis (grec moderne : Χρυσόστομος Μιχαηλίδης), né le 15 janvier 1975 à Ptolemaïda, est un footballeur international grec.

## Biographie
Michailídis est formé dans le club de sa ville natale, à savoir l'Eordaïkos Ptolemaïdas. Il commence comme remplaçant, en troisième division, lors de la saison 1993-1994. Après trois saisons, le club est relégué en quatrième division, retournant au niveau régional. Le gardien quitte l'équipe en 1997 pour l'AEK Athènes où il devient la doublure d'Ilías Atmatsídis pendant quatre saisons. Pour qu'il puisse bénéficier d'un peu de temps de jeu, il est prêté à l'Ethnikos Asteras pour la deuxième partie de la saison 2001-2002. Titulaire, il ne peut empêcher la relégation de son équipe, qui termine bon dernière du championnat.
De retour à l'AEK, il est remplaçant de Dionýsis Chiótis en 2002-2003 avant de jouer dix-neuf matchs lors de la saison suivante. Il ne parvient pas à prendre le poste de numéro un à Chiótis et Michailídis joue sa dernière saison au sein de ce club en 2004-2005.
Il signe à l'Atromitos Football Club en 2005 et devient un élement-clé de l'équipe, gardant son poste de gardien titulaire pendant six ans. Il a également l'occasion de jouer le tour préliminaire de la Coupe UEFA 2006-2007 face au Séville FC. En 2008, il joue son unique match avec la sélection nationale grecque, dans le cadre d'un match amical face à la Finlande. Il remplace Antónios Nikopolídis en cours de match. Il est appelé, en août 2010, par Fernando Santos dans le cadre de deux matchs des éliminatoires de l'Euro 2012 mais ne joue pas.
Michailídis rejoint l'AEL Larissa, en 2011, évoluant en deuxième division. Il doit se contenter d'un poste de remplaçant de Dimitrios Sotiriou. Il joue à deux reprises avant de quitter Larissa lors du mercato hivernale 2012 pour le Paniónios GSS où il termine sa carrière.

## Palmarès
- Champion de deuxième division grecque en 2009 avec l'Atromitos.